# Earophila rectifasciaria
Earophila rectifasciaria fue una división taxonómica para una especie de polilla perteneciente a la familia Geometridae, descrita por primera vez por Lambert-Joseph-Louis Lambillion en 1909. Carece de descripción de su especie holotipo, poco se supo de esta polilla. Fue descrita inicialmente bajo la especie E. badiata. Descripciones posteriores describen que sus alas anteriores cuentan con una amplia banda central clara, un tercio más ancha de lo habitual para su género.
La especie se mantuvo como un nombre taxonómico aceptado provisionalmente hasta que se presenten más datos concluyentes. El nombre fue finalmente borrado del Global Biodiversity Information Facility en febrero de 2018. En algunas bases de datos es puesta como sinonimia de Anticlea rectifasciaria, a su vez sinónimo de Anticlea badiata.